# Lella Golfo
Consolata (Lella) Golfo (Reggio Calabria, 18 maggio 1941) è una giornalista e politica italiana.
Giornalista pubblicista, Commendatore e Cavaliere della Repubblica, fondatrice e attuale Presidente della Fondazione Marisa Bellisario, è ideatrice del Premio Bellisario. Deputata eletta tra le file del Pdl nel 2008, il suo nome è legato alla Legge 120/2011 che ha introdotto in Italia le quote di genere nei Consigli di Amministrazione e nei collegi sindacali delle società quotate e controllate dalle Pubbliche Amministrazioni, di cui è stata prima firmataria.

## Biografia
Da ragazza si batte per sostenere e difendere i diritti delle “gelsominaie” della zona Jonica e delle “”raccoglitrici di olive” nella Piana di Gioia Tauro. Approdata a Roma, con un gruppo di donne, inventandosi una forma di autofinanziamento per creare iniziative ad hoc finalizzate alla promozione delle donne, nel 1982 costituisce l'Associazione culturale “Buongiorno Primavera” e si impegna nell'attivismo culturale, politico, sociale dedicato alle donne, alle loro problematiche e aspirazioni. Colpita dalla figura di Marisa Bellisario, allora Amministratore Delegato dell'Italtel e prima manager italianadi successo, nell'89, a un anno dalla sua scomparsa, decide di dar vita al Premio Marisa Bellisario, dedicato alle imprenditrici, manager e professioniste, ma anche donne impegnate nella conquista dei diritti umani e civili. Due anni dopo, nasce ufficialmente la Fondazione Marisa Bellisario.
Nel 2008 entra in Parlamento nelle file del Pdl e diviene membro della Commissione attività produttive, commercio e turismo e della Commissione parlamentare d'inchiesta sui fenomeni della contraffazione e della pirateria in campo commerciale. Presenta numerose proposte di legge, incentrate soprattutto sulla questione femminile, oltre a interrogazioni e ordini del giorno per la difesa della Calabria. Nel 2011 la proposta di legge sulle quote di genere nei CdA delle società quotate e controllate, di cui è prima firmataria, diviene Legge dello Stato.
Nel 2013 esce il libro Ad Alta Quota. Storia di una donna libera (Marsilio Editore, con la prefazione di Antonio Catricalà) in cui Lella Golfo ripercorre tutte le tappe della sua vita. Dall'impegno per le donne in Calabria e poi a Roma, al matrimonio, il figlio, il divorzio, la politica attiva, l'amicizia mai rinnegata con Bettino Craxi, la caparbietà nel creare e portare avanti la Fondazione intitolata a Marisa Bellisario, l'impegno all'estero e in patria, l'ingresso in Parlamento nel 2008.

## Attività politica e le donne
Il padre e la madre sono iscritti e attivisti del Partito Comunista Italiano. Lei intraprende la carriera all'interno del PCI e a vent'anni è già membro del Comitato centrale della Federazione giovanile comunista italiana per diventare poi responsabile provinciale delle ragazze della FCGI ed essere prescelta per frequentare numerosi corsi d'informazione politica per i giovani, sia alla celebre scuola delle Frattocchie di Roma sia alla Marabini di Bologna.
In seguito a un viaggio premio del Comitato centrale della FGCI in Romania, decide di lasciare il Partito Comunista Italiano. Lasciata la FCGI, si avvicina gradualmente ai giovani del Partito Socialista Italiano. La sua carriera politica vera e propria inizia una volta a Roma, dove nel frattempo lavora prima al Ministero dell'agricoltura, alla Direzione generale consorzi agrari e poi all'Infir, l'Istituto nazionale per il finanziamento della ricostruzione. Affianca Giacomo Mancini, allora Ministro per i Lavori Pubblici. In occasione del congresso del PSI di Verona entra nell'Assemblea nazionale del partito e nel 1993 approderà alla Direzione del PSI.
Nel 1972 entra nella redazione di Calabria Oggi, settimanale locale legato al PSI. Diventa pubblicista e inizia a collaborare con altre testate calabresi occupandosi soprattutto della questione femminile, che inizia a seguire sempre più da vicino anche all'interno del Partito. Lavora attivamente a diverse campagne elettorali, a Roma, in Calabria e Campania e nel frattempo si avvicina al Movimento di liberazione della donna, il primo gruppo femminista italiano nato all'inizio degli anni settanta. Partecipa alle grandi battaglie civile di quegli anni: dalla mobilitazione per la legge 194 sull'aborto approvata nel 1978 a quella contro il referendum per abrogare la legge Fortuna, che aveva introdotto il divorzio; fino alla campagna per il 50% dei posti di lavoro a favore delle donne. Si unisce alla "Lega delle donne per il socialismo" e insieme ad altre protagoniste di quegli anni come la senatrice Elena Marinucci porta avanti numerose lotte, dando il proprio appoggio anche alle "otto proposte di legge" per riconoscere alle donne italiane maggiori diritti civili e politici, presentate alla Camera da Maria Magnani Noya.
Nel 1982, insieme a un gruppo di compagne socialiste, crea il network femminile "Buongiorno Primavera". L'associazione si autofinanzia attraverso il "merchandising" politico, oggettistica di ogni tipo che ha come elemento di distinzione il garofano rosso simbolo per eccellenza del PSI di Bettino Craxi. Grazie a Buongiorno Primavera oggetti di arredamento e di uso corrente, firmati da griffe come Moschino, Trussardi, Zucchi, vengono serigrafati con il garofano rosso, portando il partito dentro le case e nella vita di tutti i giorni di milioni di famiglie. Sotto il vessillo di Buongiorno Primavera nasce una rivista, un concorso per premiare la creatività artigiana, manifestazioni, iniziative culturali, convegni sulla criminalità, contro la droga e contro la violenza sulle donne, mostre sul costume italiano, manifestazioni sulla gastronomia italiana, gare podistiche contro la violenza sulle donne, fino agli appelli e alla manifestazione “Tienanmen: un grido di libertà” del 1990 che concludeva la raccolta di diecimila firme per salvare la vita della leader del movimento studentesco di Tienamen.
Organizza inoltre tre edizioni del Garofano Rosa, il festival delle donne socialiste che si terrà a Livorno nel 1989 e nel 1990 ("La Vela e il Vento" e "La ricchezza delle diversità") e a Ferrara nel 1991 ("Le tre ghinee").
Nel 2008 il PDL le propone la candidatura alle elezioni politiche. Decide di accettare la candidatura e nell'aprile 2008 viene eletta deputata della XVI legislatura. Entra a far parte della X Commissione attività produttive, commercio e turismo e della Commissione parlamentare d'inchiesta sui fenomeni della contraffazione e della pirateria in campo commerciale e si distingue per essere una delle parlamentari con il più alto tasso sia di presenza sia in Aula sia nelle commissioni. Il suo impegno precipuo si dirige subito alla questione femminile e alla sua terra, la Calabria. Presenta proposte di legge, interrogazioni e ordini del giorno per la difesa del patrimonio della costa calabra, la lotta alla 'ndrangheta, il sostegno al carcere di Arghillà e di quello di Laureana di Borrello. Tra le Proposte di Legge presentate come prima firmataria: "Istituzione di un'Authority garante della parità delle donne e degli uomini nell'accesso ai massimi livelli per l'esercizio delle funzioni pubbliche o comunque connesse a interessi pubblici spettanti allo Stato e agli altri Enti"; "Modifiche legislative concernenti l'applicazione del principio di Pari Opportunità nella composizione dei consigli delle Camere di Commercio, Industria, Artigianato e Agricoltura";  "Modifiche al testo unico in materia di congedo di paternità"; "Divieto di cumulo di incarichi di amministrazione nelle società a prevalente partecipazione pubblica. A questi si aggiungono numerose interrogazioni e ordini del giorno, come quello presentato e accolto dal Governo che introduce meccanismi premiali per i datori di lavoro privati che attuino accordi contrattuali tendenti a sviluppare il part-time reversibile e che adottino regolamenti e pratiche "volti a garantire alle lavoratrici di ritorno dal congedo di maternità, il recupero della posizione lavorativa effettivamente ricoperta nel periodo antecedente a quello di congedo".
Si candida al Senato della Repubblica in occasione delle Elezioni Politiche del 2018, ma non viene eletta.

## La legge sulle quote di genere
La proposta di legge che ha Lella Golfo come prima firmataria introduce le quote di genere nei Consigli d'amministrazione e collegi sindacali delle società quotate in borsa e delle società controllate dalle amministrazioni pubbliche. Presentata nel maggio del 2008, dopo un lungo iter la proposta viene approvata in terza lettura dalla Camera dei Deputati il 28 giugno 2011 a larga maggioranza, diventando la legge 120/2011: una delle poco più di trenta leggi d'iniziativa parlamentare della XVI legislatura e la prima norma sulle quote di genere nella storia della Repubblica Italiana.
A marzo del 2012 Viviane Reding, Vicepresidente della Commissione Europea, la invita per una conferenza stampa congiunta a Bruxelles, nel corso della quale definisce la legge italiana "un esempio per l'Europa". Il Corriere della Sera include Lella Golfo tra le venticinque personalità che hanno apportato un contributo significativo in Europa nel 2012 mentre al vertice di Davos Viviane Reding sottolinea l'importanza della legge sulle quote.
La legge 120 entra in vigore il 12 agosto 2012 e nel febbraio del 2012 è varato il regolamento governativo che ne regola l'applicazione alle società controllate dalla Pubblica Amministrazione.
Nel 2013 Lella Golfo lancia un invito a tutti i segretari di partito, il "Manifesto per le donne": un'agenda con otto proposte per ridurre il gap femminile. Alla notizia della sua non ricandidatura da parte dei vertici del Pdl, oltre 450 imprenditrici, manager, avvocati, religiose, economiste, scrivono una lettera aperta contro questa decisione, e comprano una pagina sul "Corriere della Sera", sul "Sole 24 Ore" e su "Calabria Ora" per dare risalto all'iniziativa, ma Lella Golfo resta esclusa dalle liste elettorali.

## L'impegno con la Fondazione Bellisario
Nel 1989, a un anno dalla scomparsa della manager Marisa Bellisario, Lella Golfo decide di istituire un premio per ricordarla. Due anni dopo crea una Fondazione a lei dedicata,   che oggi è un Ente Morale giuridicamente riconosciuto e una ONG. L'archivio della fondazione è stato riconosciuto d'interesse storico nazionale perché particolarmente importante per la storia politica, economica e sociale del Paese.
La Fondazione Bellisario vuole promuovere le capacità e professionalità femminili, e pertanto si impegna a sostenere le donne nella realizzazione dei loro percorsi di carriera e nell'affermazione di condizioni di pari opportunità, richiamando l'attenzione della politica e del mondo del lavoro su idee e progetti innovativi. Simbolo del Premio Bellisario è la Mela d'Oro. Giunto alla sua XXIX Edizione, a oggi ha assegnato oltre 400 Mele d'Oro. Il Premio gode dell'Alto Patronato della Presidenza della Repubblica, di patrocini ministeriali ed è stato trasmesso sulla Rai. 
Nel 1999 al Premio si aggiunge l'iniziativa del Seminario Internazionale Donna Economia & Potere, un punto d'incontro e confronto su tematiche di economia e cultura. Template:Da chi? come la Cernobbio delle donne, il Seminario ogni anno riunisce in una città diversa importanti esponenti della politica, economia, istituzioni e cultura. Periodicamente la Fondazione promuove convegni su tematiche di attualità. 
Inoltre la Fondazione Bellisario ha dato vita alla campagna Curricula Eccellenti, un database di donne con esperienza rilevante in ambito manageriale, imprenditoriale, legale, consulenziale e/o universitario. Nel settembre 2012 la Fondazione ha promosso un ciclo di corsi di approfondimento per donne che ambiscono a entrare in board e collegi sindacali. Nel 2010 nasce Le protagoniste, un osservatorio internazionale su presenza, ruolo e azioni delle donne nella sfera politica, istituzionale, economica e professionale. La Fondazione cura e realizza due inserti annuali in allegato a Il Sole 24 Ore che affrontano tematiche di attualità con esperti italiani e internazionali.

## L'impegno internazionale
Sin dal costituirsi della Fondazione Marisa Bellisario, Lella Golfo dà vita a innumerevoli iniziative internazionali tese al sostegno delle donne nei Paesi in via di sviluppo e alla promozione di realtà imprenditoriali femminili. Nel 2005 ottiene il riconoscimento come Organizzazione Non Governativa.
Nel 1995 Lella Golfo guida una prima delegazione di imprenditrici italiane in Cina. Da allora, le missioni e i rapporti con le istituzioni e con le imprenditrici cinesi si consolidano, e nel 2007 il lago Tianmu, famoso come la Perla della Cina del Sud, viene intitolato a Marisa Bellisario.
Nel 1998 ha inizio un percorso umanitario e di solidarietà in India, con la realizzazione di adozioni a distanza e la costruzione di una scuola elementare vicino Bangalore. Nel 1999 vengono raccolti generi di prima necessità per i profughi del Kosovo. Nel 2001 la Fondazione promuove la campagna di solidarietà “100 borse di studio per 100 donne afgane” con cui forma in Italia cento donne afghane attraverso la concessione di borse di studio. Nel 2003 Lella Golfo firma a Kabul con Habiba Sorabi, Ministro per la tutela delle donne Afgane, un Protocollo d'Intesa e presenta i risultati della campagna “Un tetto per le donne” per la costruzione in Afghanistan di un rifugio per donne vittime di violenza domestica intitolato a Marisa Bellisario.
Altre campagne della fondazione Marisa Bellisario in favore delle donne si sono svolte in Argentina, in Palestina e in Rwanda.
Nel 2004 la Fondazione Marisa Bellisario viene inclusa nel "Global Compact", un patto tra il mondo del business e le Nazioni Unite voluto da Kofi Annan volto a sensibilizzare le aziende sulle tematiche della responsabilità sociale d'impresa.